# Cabudare
Cabudare é uma cidade da Venezuela localizada no estado de Lara. Cabudare é a capital do município de Palavecino.